# Maurice Büla
Maurice Büla (Veytaux, 10 de enero de 1934 - Monthey, 21 de septiembre de 2005) fue un piloto de motociclismo suizo, que compitió en pruebas del Campeonato del Mundo de Motociclismo desde 1955 hasta 1956. Posteriormente ejerció de fotógrafo de motociclismo.

## Biografía
Apasionado del motociclismo desde muy joven, asistió a su primer GP a los quince años. Se mete en este mundo como aprendiz de mecánico de 1950 y en 1955 debuta como copiloto de Florian Camathias en sidecar. La asociación entre los dos duró dos años, en los que corrió unas cincuenta carreras (35 como pasajero y los demás solo), obteniendo un podio en el Mundial en el Gran Premio del Úlster de 1956, en la categoría de 250. Junto a Camathias también estableció 24 récords mundiales para las categorías de sidecar 250 y 350 en el circuito de Montlhéry el 19 y 20 de diciembre de 1955.
Retirado de la competición a finales de 1956, se dedicó a la fotografía, inmortalizando 223 Gran Premios aparte de otras competiciones internacionales. Su último trabajo fue el GP de los Países Bajos de 2005. Poco después, moriría en su casa de a causa de Monthey.

## Resultados en el Campeonato del Mundo
| Posición | 1 | 2 | 3 | 4 | 5 | 6 |
| Pts.     | 8 | 6 | 4 | 3 | 2 | 1 |

(Carreras en negrita indica pole position; carreras en cursiva indica vuelta rápida)
| Año  | Cat.  | Moto | 1     | 2     | 3     | 4     | 5     | 6     | Pts. | Pos. |
| ---- | ----- | ---- | ----- | ----- | ----- | ----- | ----- | ----- | ---- | ---- |
| 1956 | 250cc | NSU  | IOM - | NED - | BEL - | RFA - | ULS 6 | NAT - | 1    | 17.º |